# Éducation à la citoyenneté mondiale
 (juin 2021).
La mise en forme du texte ne suit pas les recommandations de Wikipédia : il faut le « wikifier ».
Les points d'amélioration suivants sont les cas les plus fréquents :
- Les titres sont pré-formatés par le logiciel. Ils ne sont ni en capitales, ni en gras.
- Le texte ne doit pas être écrit en capitales (les noms de famille non plus), ni en gras, ni en italique, ni en « petit »…
- Le gras n'est utilisé que pour surligner le titre de l'article dans l'introduction, une seule fois.
- L'italique est rarement utilisé : mots en langue étrangère, titres d'œuvres, noms de bateaux, etc.
- Les citations ne sont pas en italique mais en corps de texte normal. Elles sont entourées par des guillemets français : « et ».
- Les listes à puces sont à éviter, des paragraphes rédigés étant largement préférés. Les tableaux sont à réserver à la présentation de données structurées (résultats, etc.).
- Les appels de note de bas de page (petits chiffres en exposant, introduits par l'outil «  Source ») sont à placer entre la fin de phrase et le point final[comme ça].
- Les liens internes (vers d'autres articles de Wikipédia) sont à choisir avec parcimonie. Créez des liens vers des articles approfondissant le sujet. Les termes génériques sans rapport avec le sujet sont à éviter, ainsi que les répétitions de liens vers un même terme.
- Les liens externes sont à placer uniquement dans une section « Liens externes », à la fin de l'article. Ces liens sont à choisir avec parcimonie suivant les règles définies. Si un lien sert de source à l'article, son insertion dans le texte est à faire par les notes de bas de page.
- La présentation des références doit suivre les conventions bibliographiques. Il est recommandé d'utiliser les modèles {{Ouvrage}}, {{Chapitre}}, {{Article}}, {{Lien web}} et/ou {{Bibliographie}}. Le mode d'édition visuel peut mettre en forme automatiquement les références.
- Insérer une infobox (cadre d'informations à droite) n'est pas obligatoire pour parachever la mise en page.

Pour une aide détaillée, merci de consulter Aide:Wikification.
Si vous pensez que ces points ont été résolus, vous pouvez retirer ce bandeau et améliorer la mise en forme d'un autre article.
L’éducation à la citoyenneté mondiale (ECM), intitulée en anglais Global Citizenship Education (GCE), a pour objet de donner aux apprenants les moyens de prendre une part active et volontariste, tant au niveau local que mondial, à l’édification d’un monde plus juste, plus paisible, plus tolérant, plus inclusif, plus sûr et plus durable.
L’éducation à la citoyenneté mondiale (ECM) est une approche de l’éducation, impliquant les contenus d’apprentissage, les pédagogies et l’environnement d’apprentissage, qui dotent les apprenant(e)s de tous âges des connaissances, des compétences, des valeurs et des attitudes dont ils et elles ont besoin pour s’engager dans le monde et contribuer à construire un avenir plus durable, plus juste et plus pacifique.
La citoyenneté mondiale fait référence à un sentiment d’appartenance à une grande communauté et à une humanité commune, afin de former des citoyens et citoyennes informé(e)s et compatissant(e)s, capables de s’engager dans leur communauté aux niveaux local, régional et mondial. En d’autres termes, elle permet d’« apprendre à vivre ensemble » en paix. Elle met l’accent sur l’interdépendance politique, économique, sociale et culturelle, et sur l’interconnexion entre le local, le national et le mondial. L'éducation à la citoyenneté mondiale s’appuie sur l’expérience d’autres processus éducatifs, comme l’éducation aux droits humains, l’éducation pour la paix, l’éducation en vue du développement durable, l’éducation pour la compréhension internationale et interculturelle.
L’intérêt croissant pour la citoyenneté mondiale a attiré l’attention sur la dimension mondiale de l’éducation à la citoyenneté et ses implications pour les politiques, les programmes éducatifs, l’enseignement et l’apprentissage. L’éducation à la citoyenneté mondiale repose sur trois dimensions conceptuelles fondamentales (apprentissages cognitif, socio-affectif et comportemental) qui sont communes à ses différentes définitions et interprétations. Elles peuvent servir de base pour définir les buts de l’éducation à la citoyenneté mondiale, les objectifs et les compétences d’apprentissage, ainsi que les priorités pour l’évaluation de l’apprentissage.
Les quatre sous-domaines thématiques de l’ECM sont la consommation et la production durables ; le changement climatique ; les droits humains et l’égalité entre les genres ; la diversité culturelle et la tolérance. Bien qu’ils ne couvrent pas l’ensemble des questions abordées, ils se concentrent sur certains des problèmes les plus urgents auxquels le monde est confronté.
Les facteurs structurels et les priorités politiques expliquent certaines des différentes manières dont les pays abordent les domaines thématiques de l’éducation à la citoyenneté mondiale. Par exemple, dans les lieux à forte concentration d’immigrant(e)s ou de réfugié(e)s, l’ECM est souvent utilisée comme un outil de consolidation de la paix et un cadre pour le dialogue, le vivre ensemble et la cohésion sociale. Dans les grandes économies (par exemple, la Chine et les États-Unis d’Amérique), l’ECM s’est concentrée sur le renforcement des compétences individuelles nécessaires pour être compétitif dans l’économie mondiale.
Au cours des dix dernières années, les pays ont inclus dans les cursus scolaires des contenus visant à promouvoir la citoyenneté mondiale. En 2012, 49 des 55 (89 %) États membres de l’UNESCO ayant répondu à la consultation mondiale sur l’application de la Recommandation sur l’éducation pour la compréhension, la coopération et la paix internationales et l’éducation relative aux droits humains et aux libertés fondamentales ont indiqué qu’au moins certains thèmes liés à l’éducation à la citoyenneté mondiale (par exemple, les droits humains, la diversité culturelle, les études sur la paix) étaient intégrés dans les politiques éducatives nationales.
L'Education à la Citoyenneté Mondiale (ECM) dans l'Union Européenne
Alors que l'utilisation de Education à la Citoyenneté Mondiale dans l'éducation, aux États-Unis, se réfère à l'éducation aux visions du monde et aux différentes valeurs culturelles dans le monde (appelée compétence interculturelle dans l'UE), dans l'UE, développe l'idée en intégrant une seconde composante. Outre les compétences interculturelles, la perspective européenne traite de l'importance de connaître les problèmes mondiaux qui affectent tous les citoyens.
C'est pourquoi la Commission européenne et un certain nombre d'organisations de la société civile plaident pour la promotion de l'éducation à la citoyenneté mondiale (Bourn, 2016), mais il existe des variations d'un pays à l'autre. La culture de la pensée critique est essentielle pour une éducation à la citoyenneté mondiale efficace et les enseignants jouent un rôle central dans l'influence de cette approche. Les jeunes ont besoin de connaissances et de compétences pour comprendre leur rôle et leur contribution au sein de la démocratie européenne.
Radhouane et Maleq (2020) montrent comment la France et l'Angleterre ont donné la priorité à l'Education à la Citoyenneté Mondiale et à la promotion des valeurs nationales dans leurs programmes politiques, en œuvrant contre la radicalisation. En outre, ils donnent des indications sur la mise en œuvre de l'Education à la Citoyenneté Mondiale et préconisent de reconnaître la valeur de l'adoption d'identités multiples. En effet, l'analyse comparative menée par les auteurs révèle que si la France et l'Angleterre ont traditionnellement suivi des voies distinctes en matière d'ECM, leurs trajectoires politiques se sont alignées à la suite d’attentats terroristes, affichant des parallèles significatifs. Dans les deux cas, l'éducation a été placée au centre des stratégies gouvernementales de lutte contre la radicalisation en endossant des principes nationaux et démocratiques appelés “valeurs de la République française" en France et "valeurs Fondamentales britanniques" en Angleterre.
Dans le monde interconnecté d'aujourd'hui, le pouvoir de transformation de l'éducation s'étend bien au-delà des salles de classe, avec une réceptivité croissante de la jeune génération. L'éducation peut changer toute une société, car il est de plus en plus facile d’agir sur les modes de vie et de pensée de la jeune génération. Les Nations unies, par l'intermédiaire de l'UNESCO, promeuvent les valeurs éducatives. L'Education à la Citoyenneté Mondiale apprend à vivre ensemble en paix, à créer une communauté fondée sur les droits de l'homme, le respect et la compréhension mutuelle. Il est évident que le monde est globalisé, tout est interconnecté et les jeunes recherchent une éducation variée et adaptée à leurs besoins.. L’ECM peut être enseignée à l'école par le biais de différentes matières, mais elle peut également être enseignée en dehors de l'école car elle concerne tout le monde : les associations communautaires, les autorités, les médias et la famille. Pour qu’elle fonctionne, les enseignants doivent s'impliquer et disposer du matériel pédagogique approprié. L’ECM réussit lorsque garçons et filles se sentent respectés en tant qu'êtres humains et sont encouragés à participer à la vie de l'école. Le plus important est d’être des citoyens du monde (UNESCO, 2016).
L'Education à la Citoyenneté Mondiale joue un rôle essentiel dans l'éducation des jeunes afin qu'ils réfléchissent davantage aux préoccupations mondiales et qu'ils ouvrent les yeux sur les autres cultures du monde. L'éducation à la citoyenneté mondiale rapproche en tant que communauté du monde entier, et rend plus conscients de la Terre et des problèmes des voisins dans la communauté que créée.

## Définition et origines
Le concept de citoyenneté a évolué au fil du temps. Historiquement, la citoyenneté ne s’étendait pas à tous ; ainsi, seuls les hommes ou les propriétaires pouvaient être citoyens. Au cours du siècle dernier est apparu un mouvement progressif en faveur d’une définition plus large de la citoyenneté, influencé par la promotion des droits civils, politiques et sociaux. Les notions actuelles de citoyenneté nationale varient suivant les pays, reflétant notamment des différences entre les contextes politiques et historiques.
Dans un monde de plus en plus interdépendant, la question se pose de savoir en quoi consiste vraiment la citoyenneté, et quelles sont ses dimensions à l’échelle mondiale. Bien que la notion de citoyenneté allant au-delà de l’État-nation ne soit pas nouvelle, les changements dans le contexte mondial (par exemple, la création de conventions et de traités internationaux, l’augmentation des organisations, des entreprises et des mouvements de la société civile transnationaux, ainsi que l’élaboration de cadres internationaux sur les droits de l’homme) ont des conséquences importantes sur la citoyenneté mondiale. Il faut reconnaître que différents points de vue sur le concept de citoyenneté mondiale existent, y compris, par exemple, dans quelle mesure celle-ci prolonge et complète la citoyenneté traditionnelle définie par l’État-nation, ou dans quelle mesure elle lui fait concurrence.
La notion de « citoyenneté mondiale » se prête à plusieurs interprétations. Selon la définition usuelle, cette notion se rapporte au sentiment d’appartenance à une communauté plus vaste qui dépasse les frontières nationales, nous rappelle notre humanité commune et repose sur l’interdépendance des peuples et des sphères locale et mondiale. La citoyenneté mondiale se fonde sur les valeurs universelles des droits de l’homme, de la démocratie, de la non-discrimination et de la diversité. Elle concerne les actions citoyennes qui favorisent l’avènement d’un monde et d’un avenir meilleurs.
L’éducation à la citoyenneté mondiale aspire à être une expérience transformatrice, qui donne aux apprenants les possibilités et les compétences d’exercer leurs droits et leurs devoirs afin de promouvoir un monde et un avenir meilleurs. L’éducation à la citoyenneté mondiale repose sur une perspective d’apprentissage tout au long de la vie. Elle s’adresse non seulement aux enfants et aux jeunes, mais aussi aux adultes. Elle peut être dispensée dans des cadres formels, non formels et informels. L’apprentissage formel est une formation structurée généralement dispensée par un établissement d’enseignement ou de formation, et entraînant une certification. L’éducation ou la formation non formelle a lieu en dehors du système formel, de façon ponctuelle ou régulière, par exemple au sein d’une association ou d’une équipe sportive. L’apprentissage informel fait partie de l’apprentissage non formel et désigne un apprentissage résultant d’activités de la vie quotidienne liées au travail, à la famille ou aux loisirs. Pour cette raison, l’ECM est une partie intégrante de l’Objectif de développement durable 4 consacré à l’éducation (ODD4, cible 4.7).

## Lien avec l’éducation au développement durable
L’ECM et l’EDD partagent une vision transformatrice. Elles mettent l’accent sur l’action, le changement et la transformation dans le but de donner aux apprenants de tous âges, quel que soit le contexte éducatif qui est le leur, de se transformer et de transformer la société dans laquelle ils vivent.
L’ECM et l’EDD partagent une vision commune : Elles visent à donner aux apprenants de tous âges les moyens de contribuer activement à la création d’un monde plus juste, pacifique, tolérant, inclusif et durable. L’ECM et l’EDD : portent non seulement sur les contenus et les résultats de l’apprentissage mais aussi sur les processus et les différents environnements d’apprentissage ; mettent l’accent sur l’action, le changement et la transformation ; s’attachent en priorité à vous aider à acquérir les valeurs et les attitudes qui vous permettront de relever les défis mondiaux ; renforcent vos compétences en collaboration, communication et réflexion critique.
L’éducation à la citoyenneté mondiale mondiale et l’éducation au développement durable aident les apprenants à comprendre le monde interconnecté dans lequel ils vivent, ainsi que la complexité des défis mondiaux auxquels nous sommes confrontés. Elles les aident à développer leurs connaissances, leurs compétences, leurs attitudes et leurs valeurs afin qu’ils puissent répondre à ces défis de manière responsable et efficace, aujourd’hui et demain,.
L’EDD et l’ECM visent à développer des compétences qui permettent aux individus de réfléchir à leurs propres actions, en tenant compte de leurs impacts sociaux, culturels, économiques et environnementaux actuels et futurs au niveau local et mondial, ainsi que de reconnaître et de remettre en question les relations de pouvoir et les inégalités existantes et historiques. Pour ce faire, les individus ont besoin non seulement de connaissances mais aussi de compétences pour comprendre, analyser et agir sur ces questions. Les enjeux environnementaux sont complexes et se retrouvent dans différents domaines, d’où l’importance d’apprendre à penser de manière systématique. Ils doivent posséder de bonnes capacités d’analyse et un esprit critique pour être en mesure d’évaluer l’état actuel, les évolutions passées et les trajectoires futures de l’environnement, ainsi que d’identifier les fausses informations. Pour visualiser un avenir durable et être en mesure d’ajuster cette image au fil du temps, une compétence d’anticipation ou de réflexion sur l’avenir est nécessaire. Enfin, les apprenant(e)s doivent être en mesure d’initier des actions, de jouer un rôle dans la promotion du développement durable, de s’engager, de coopérer et de communiquer efficacement avec les autres, et de permettre aux autres d’agir - ce qui nécessite de solides compétences interpersonnelles.
Dans le monde entier, les élèves sont plus ou moins engagés dans l’EDD et l’ECM. Par exemple, au Mexique, seulement 48 % des personnes interrogées ont indiqué qu’il existait un organe représentatif des élèves dans leur établissement, et seuls 56 % ont déclaré que les étudiants participaient activement à des activités de bénévolat, soit 20 points de pourcentage de moins qu’au niveau mondial. Cependant, comme au niveau mondial, 80 % ont déclaré que les écoles organisent des journées de sensibilisation sur diverses questions sociales et/ou environnementales. Dans les réponses ouvertes et les questions sur le niveau de compréhension du personnel enseignant à propos de l’enseignement social, émotionnel et comportemental, le personnel enseignant a montré qu’il comprenait la nécessité d’enseigner les thèmes de l’EDD et de l’ECM à propos des élèves et aux élèves.
L’EDD et l’ECM sont devenues plus importantes que jamais, car la mondialisation continue d’entraîner des transformations économiques, sociales et politiques et le monde devient de plus en plus interconnecté grâce à une mobilité accrue, aux nouvelles technologies et aux changements sociétaux. En réponse, au cours de la dernière décennie et grâce au travail de différentes organisations internationales, les systèmes éducatifs du monde entier ont progressivement intégré les contenus de l’EDD et de l’ECM dans les politiques éducatives, les programmes scolaires et la formation du personnel enseignant. Cette tendance est bien documentée par de nombreuses études,,,,.

## Compétences de l'ECM
L’éducation à la citoyenneté mondiale englobe les trois dimensions de l’apprentissage. Ces dimensions s’appuient sur un examen des textes existants, des cadres conceptuels, des approches et des programmes sur l’éducation à la citoyenneté mondiale, ainsi que sur des consultations techniques et des travaux récemment menés par l’UNESCO dans ce domaine.
- cognitif : en travaillant sur des capacités cognitives, telles que la prise de décision par exemple ou encore pour apprendre à connaître, à comprendre et à juger d’un œil critique les questions mondiales, régionales, nationales et locales et l’interconnexion et l’interdépendance entre les différents pays et peuples;
- socio-émotionnel : les aptitudes sociales, telles que la communication, l’empathie, la coopération et le travail d’équipe, qui apportent aux élèves les moyens d’adopter des comportements sains et sociaux et permet de cultiver un sentiment d’appartenance à une humanité commune et promouvoir les valeurs et les responsabilités partagées, l’empathie, la solidarité et le respect des différences et de la diversité;
- comportemental : en enseignant à agir de manière efficace et responsable aux niveaux local, national et mondial pour favoriser la paix et la durabilité dans le monde[15],[28].

De plus, l’éducation à la citoyenneté mondiale a une portée transformatrice – pour l’individu et la société. Elle est fondée sur des valeurs et des principes universels, tels que les droits de l’homme, elle s’intéresse aux questions globales et locales ainsi qu’à leur interdépendance et suppose une action au niveau local et doit donc être adaptée aux différents contextes : elle ne doit pas s’adresser à quelques privilégiés, mais doit être une composante de l’éducation de qualité pour tous.

## Attributs de l'apprenant
L’éducation à la citoyenneté mondiale repose sur trois domaines d’apprentissage : cognitif, socio-affectif et comportemental. Ils correspondent aux quatre piliers de l’apprentissage notamment l'apprentissage cognitif (connaissances et aptitudes de réflexion nécessaires pour mieux comprendre le monde et sa complexité), l'apprentissage socio-affectif (valeurs, attitudes et compétences sociales qui permettent aux apprenants de s’épanouir affectivement, psycho-socialement et physiquement, et de vivre ensemble dans le respect et en paix avec les autres) et l' apprentissage comportemental (conduite, comportement, application pratique et engagement).

### Être informé et avoir l’esprit critique
Connaître les systèmes, les structures et les enjeux de gouvernance mondiale, comprendre l’interdépendance et les liens entre les problèmes mondiaux et locaux, être doté des connaissances et des compétences nécessaires à l’engagement citoyen, comme l’examen critique et l’analyse, en mettant l’accent sur la participation active à l’apprentissage. Les apprenants se forgent leur compréhension du monde, des thèmes mondiaux, des structures et des systèmes de gouvernance, y compris la politique, l’histoire et l’économie, ils comprennent les droits et les responsabilités des individus et des groupes (par exemple, droits de la femme et de l’enfant, droits des peuples autochtones, responsabilité sociale des entreprises), et reconnaissent l’interdépendance des enjeux, des structures et des processus locaux, nationaux et mondiaux. Ils apprennent à procéder à un examen critique (par exemple, à trouver des informations et à analyser et à utiliser des éléments concrets), à utiliser les médias et à comprendre la façon dont l’information est véhiculée et communiquée. Ils développent leur capacité à s’informer sur des thèmes et des enjeux mondiaux (par exemple, la mondialisation, l’interdépendance, les migrations, la paix et les conflits, le développement durable) en planifiant la recherche d’informations, en analysant des données et en communiquant leurs résultats. Un enjeu clé est l’usage de la langue et, plus spécifiquement, la manière dont l’esprit critique est affecté par la domination de la langue anglaise et comment cela influe sur l’accès des non-anglophones à l’information. L’accent est mis sur le développement de compétences civiques critiques et sur l’engagement envers l’apprentissage tout au long de la vie, pour que les apprenants participent à des actions citoyennes éclairées et réfléchies.

### Être socialement connecté et respectueux de la diversité
Comprendre les identités, les relations et les appartenances, les valeurs partagées et l’humanité commune, apprendre à apprécier et à respecter la différence et la diversité, et comprendre les relations complexes entre la diversité et la communauté. Les apprenants apprennent à connaître leur identité et leur situation au sein d’un réseau de relations multiples (par exemple, famille, amis, école, communauté locale, pays), ce qui est la base pour comprendre la dimension mondiale de la citoyenneté. Ils se sensibilisent à la différence et à la diversité (par exemple, culture, langue, genre, sexualité, religion), à la manière dont les croyances et les valeurs influencent l’opinion à l’égard de ceux qui sont différents, et aux raisons et aux conséquences des inégalités et de la discrimination. Les apprenants étudient également les facteurs communs qui transcendent les différences, et ils acquièrent les connaissances, les compétences, les valeurs et les attitudes nécessaires pour respecter les différences et vivre avec les autres.

### Être moralement responsable et engagé
Tenir compte des droits de l’homme et faire siennes des attitudes et des valeurs d’attachement envers les autres et l’environnement, agir de manière responsable et se transformer sur les plans personnel et social, et acquérir des compétences pour participer à la vie de la communauté, et contribuer à un monde meilleur grâce à des actions éclairées, éthiques et pacifiques. Les apprenants examinent leurs propres croyances et valeurs, et celles des autres. Ils comprennent comment celles-ci éclairent la prise de décision sociale et politique aux niveaux local, national, régional et mondial, et les difficultés que les croyances et les valeurs différentes et contradictoires posent pour la gouvernance. Les apprenants se familiarisent également avec les problèmes de justice sociale aux niveaux local, national, régional et mondial, et leurs relations. Les questions éthiques (par exemple, changement climatique, consumérisme, mondialisation économique, commerce équitable, migration, pauvreté et richesse, développement durable, terrorisme, guerre) sont également abordées. Les apprenants seront appelés à réfléchir aux conflits éthiques liés aux responsabilités sociales et politiques, et à l’impact général de leurs choix et de leurs décisions. Les apprenants acquièrent également les connaissances, les compétences, les valeurs et les attitudes qui leur permettent de prendre soin des autres et de l’environnement, et de s’engager dans l’action citoyenne, dont la compassion, l’empathie, la collaboration, le dialogue, l’entrepreneuriat social et la participation active. Ils découvrent des possibilités d’engagement en tant que citoyens, aux niveaux local, national et mondial et des exemples d’actions individuelles et collectives prises par d’autres pour répondre aux problèmes mondiaux et à l’injustice sociale.

## Exemples

### En Afrique du Sud
Activate est un réseau de jeunes dirigeants en Afrique du Sud, qui vise à susciter le changement par des solutions créatives aux problèmes de la société. Des jeunes de toutes les origines et de toutes les provinces du pays participent à un programme de deux ans. La première année, il y a trois programmes de formation en internat axés sur une tâche particulière. La deuxième année, les participants forment des groupes d’action sur des tâches spécifiques, transportant leur travail dans le domaine public. Dans un exemple, un Activator décrit comment il travaille dans sa communauté locale pour dissuader les jeunes d’entrer dans des gangs et de se livrer à l’usage de drogues. Il puise dans ses propres expériences négatives avec les gangs et les drogues. Lors d’un entretien, il déclare : « Ma vision pour l’Afrique du Sud est de voir les jeunes résister et devenir des modèles… Soyez vous-mêmes, soyez vrais et poursuivez vos rêves».

### En Australie
High Resolves est une initiative éducative d’écoles secondaires (mise en œuvre par la FYA, seule organisation nationale indépendante à but non lucratif pour les jeunes en Australie) consistant en un Programme de citoyenneté mondiale destiné aux élèves de 8e année d’études et un Programme de leadership mondial destiné aux élèves de 9e et de 10e année. Cette initiative vise à permettre aux élèves d’envisager leur rôle personnel dans le développement de leur société comme une communauté mondiale par des ateliers, des simulations, une formation aux compétences de leadership et des projets d’action concrets. Plus de 80 000 élèves ont participé au programme dans 120 écoles depuis 2005. En 2013, par exemple, les élèves ont été associés à une série de projets consacrés à des questions telles que les droits des handicapés, la traite d’êtres humains, l’inclusion des réfugiés et la conservation des ressources marines.

### Aux États-Unis
Peace First, organisation à but non lucratif basée aux États-Unis, a un programme dans lequel de jeunes volontaires travaillent avec des enfants à la conception et à l’exécution de programmes communautaires sur un mode participatif. La justification de ce programme est que les enfants pratiquent par nature la pensée créative et la résolution de problèmes. Le programme est axé sur le développement des compétences sociales et affectives de conscience de soi, d’empathie, d’inclusivité et de relations. Il a aussi été mis en œuvre dans les zones rurales de la Colombie au moyen d’un partenariat entre les collectivités locales et des ONG colombiennes. Peace First a, en outre, élaboré un programme d’enseignement qui peut être utilisé dans les écoles. Ce programme traite de thèmes tels que l’amitié, l’équité, la coopération, la résolution des conflits et les conséquences des actions, au moyen d’activités expérientielles et de jeux coopératifs. Par exemple, les élèves de 1re année apprennent à communiquer leurs sentiments, les élèves de 3e année développent leurs compétences et leur sensibilisation autour de la communication et de la coopération, les élèves de 4e année pratiquent le courage et la prise de position et les élèves de 5e année explorent comment résoudre et désamorcer les conflits.

### En Angleterre
En Angleterre, le Department for Education and Skills a produit Developing the global dimension in the school curriculum, une publication destinée aux chefs d’établissement, aux enseignants, aux hauts responsables et aux responsables de l’élaboration des programmes scolaires. Cette publication vise à montrer comment intégrer la dimension mondiale dans le programme et dans toute l’école. Elle fournit des exemples d’intégration de la dimension mondiale de l’âge de 3 ans à 16 ans, esquissant huit concepts clés : citoyenneté mondiale, résolution des conflits, diversité, droits de l’homme, interdépendance, développement durable, valeurs et perceptions, et justice sociale. Elle donne, par exemple, des indications pour promouvoir le développement personnel, social et affectif des apprenants les plus jeunes, en parlant de photographies d’enfants du monde entier, par des activités, des histoires et en évoquant les différents endroits que les enfants ont visités.

### En Sierra Leone
En 2008, le ministère de l’Éducation et les établissements nationaux de formation des enseignants en Sierra Leone ont travaillé avec l’UNICEF à l’élaboration du Programme de formation des enseignants sur les « Questions émergentes » dans le but de soutenir la reconstruction post-conflit au moyen à la fois de contenus d’apprentissage et de méthodologie pédagogique. La formation couvre des thèmes tels que les droits de l’homme, la citoyenneté, la paix, l’environnement, la santé reproductive, l’abus des drogues, l’égalité des genres et la gestion des catastrophes, ainsi que les méthodes d’enseignement et d’apprentissage pour promouvoir le changement des comportements. Des matériels ont été élaborés pour les unités de cours de toute la formation initiale ainsi que pour la formation en cours de service intensive et à distance.

### À Sri Lanka
Le ministère de l’Éducation du Sri-Lanka et GIZ mettent en œuvre un programme d’Éducation pour la cohésion sociale (ESC), aligné sur la Politique nationale d’éducation pour la cohésion sociale et la paix de 2008. Cité comme un des points forts du projet, il est centré sur 200 écoles pilotes de cinq des neuf provinces du pays – surtout dans les régions défavorisées de la phase post-conflit et représentant différents groupes linguistiques – « où les activités d’ESC peuvent être regroupées sous un même toit et où l’expérimentation peut avoir lieu ». Ces activités couvrent quatre domaines : paix et éducation aux valeurs, éducation multilingue, soins psychosociaux et prévention des catastrophes. L’accent est mis sur le développement global de l’école, de l’engagement des élèves et de la formation et du soutien des enseignants et des administrateurs à l’évaluation qualitative et quantitative des impacts. Selon un compte rendu du programme, ces écoles pilotes « jouent déjà le rôle de modèles pour un travail de ce genre sur l’ensemble de l’école ».

### Au Royaume-Uni
L’initiative Connecting Classrooms du British Council promeut le partenariat entre classes de différentes régions du monde, offrant aux apprenants la possibilité d’acquérir une compréhension de différentes cultures, et d’aborder les problèmes et de développer les compétences associées à la citoyenneté mondiale. Les enseignants développent leurs compétences en matière d’enseignement sur les questions de citoyenneté mondiale, apprennent à connaître différents systèmes éducatifs, et améliorent leurs compétences pédagogiques. Un exemple est un partenariat entre une école primaire du Lincolnshire, au Royaume-Uni, et une école primaire de Beyrouth, au Liban, dans lequel les enfants ont pu dialoguer via Skype sur le thème du « vivre ensemble ». En raison de la crise en Syrie, l’école de Beyrouth compte un grand nombre d’élèves syriens réfugiés, ainsi que des élèves libanais et palestiniens. L’initiative a créé un lien affectif d’empathie ente les élèves des deux écoles, et aussi promu l’empathie entre les différentes communautés dans l’école de Beyrouth.

## Sources
- Cet article est partiellement ou en totalité issu de la page « Le personnel enseignant a la parole : motivation, compétences et opportunités pour enseigner l’éducation au développement durable et à la citoyenneté mondiale » de UNESCO, publié par UNESCO sur le site UNESDOC, le texte ayant été placé par l’auteur ou le responsable de publication sous la CC-By-SA 3.0 IGO
- Cet article est partiellement ou en totalité issu de la page « Le réSEAU en action: citoyens du monde connectés pour le développement durable: guide à l'intention des élèves » de UNESCO, le texte ayant été placé par l’auteur ou le responsable de publication sous la CC BY-SA 3.0 IGO

- Cet article est partiellement ou en totalité issu de la page « Le réSEAU en action: Citoyens du monde connectés pour le développement durable: guide à l'intention des enseignants » de UNESCO, le texte ayant été placé par l’auteur ou le responsable de publication sous la CC BY-SA 3.0 IGO

- Cet article est partiellement ou en totalité issu de la page « Education à la citoyenneté mondiale: thèmes et objectifs d'apprentissage » de UNESCO, le texte ayant été placé par l’auteur ou le responsable de publication sous la CC BY-SA 3.0 IGO

- Cet article est partiellement ou en totalité issu de la page « Renforcer l'état de droit par l'éducation: guide à l'intention des décideurs politiques » de UNESCO, le texte ayant été placé par l’auteur ou le responsable de publication sous la CC BY-SA 3.0 IGO

- Cet article est partiellement ou en totalité issu de la page « Un Guide pour assurer l'inclusion et l'équité dans l'éducation » de UNESCO, le texte ayant été placé par l’auteur ou le responsable de publication sous la CC BY-SA 3.0 IGO

- Cet article est partiellement ou en totalité issu de la page « Permettre aux élèves d'œuvrer pour des sociétés justes: manuel pour le personnel enseignant du secondaire » de UNESCO, le texte ayant été placé par l’auteur ou le responsable de publication sous la CC BY-SA 3.0 IGO